# Felsőherencs
Felsőherencs (szlovákul: Horná Hriňová) Herencsvölgy városrésze Szlovákiában, a Besztercebányai kerületben, a Gyetvai járásban.

## Fekvése
Herencsvölgy központjától 1 km-re északkeletre fekszik.

## Története
1891-ben csatolták Herencsvölgyhöz. Területe a trianoni diktátumig Zólyom vármegye Nagyszalatnai járásához tartozott.

## Külső hivatkozások
- Felsőherencs a térképen

## Lásd még
- Herencsvölgy
- Fehérvíz
- Kisszalánc
- Nagyszalánc
- Szalatnahegy